# Stever Ridge
Stever Ridge är en bergstopp i Antarktis. Den ligger i Östantarktis. Nya Zeeland gör anspråk på området. Toppen på Stever Ridge är 1 920 meter över havet. Stever Ridge ingår i Victory Mountains.
Terrängen runt Stever Ridge är mycket bergig. Trakten är obefolkad. Det finns inga samhällen i närheten. 